# جوزيف بروكس
جوزيف بروكس (10 سبتمبر 1870 في المملكة المتحدة - 15 مايو 1937 في المملكة المتحدة)  (بالإنجليزية: Joseph Brooks)‏ هو لاعب كريكت بريطاني (وحمل سابقاً جنسية المملكة المتحدة لبريطانيا العظمى وأيرلندا). لعب مع نادي مقاطعة ديربيشاير للكريكت ‏.